# Lepidonotus scoticensis
Lepidonotus scoticensis är en ringmaskart som beskrevs av Ernst Ferdinand Nolte 1936. Lepidonotus scoticensis ingår i släktet Lepidonotus och familjen Polynoidae. Inga underarter finns listade i Catalogue of Life.